# Giovanbattista Bitto
Giovanbattista Bitto, nome di battaglia "Pagnoca" (Montaner, 1919 – Vittorio Veneto, 26 dicembre 2003), è stato un partigiano italiano.

## Biografia
Inviato in Jugoslavia come sottotenente degli alpini, artiglieria da montagna, dopo lArmistizio di Cassibile, riesce a rientrare in Italia al suo paese di origine. Assieme con il parroco del paese don Giuseppe Faè nome di battaglia don "Galera", inizia ad organizzare le prime bande partigiane, Don Giuseppe viene arrestato e lui si ritira sulle alture del Cansiglio, dando vita prima ad un battaglione fino ad arrivare alla costruzione della formazione che sarà denominata "Gruppo Brigate Vittorio Veneto.

### Dopoguerra
Resterà al comando fino alla fine degli scontri, alla fine dei quali sarà congedato come Vicecomandante della Divisione Nino Nannetti, diventerà questore di Treviso e sarà decorato per ben 5 volte oltre alla Bronze Star Medal.
Nel 1980 si prodiga per la fondazione dell'Istituto Storico della Resistenza di Vittorio Veneto, al quale lascia le memorie e i documenti della resistenza nel vittoriese in suo possesso.